# Psylliodes wunderlei
Psylliodes wunderlei là một loài bọ cánh cứng trong họ Chrysomelidae. Loài này được Döberl miêu tả khoa học năm 1998.